# جوره کولاک
جوره کولاک (انگلیسی: Jure Čolak؛ زادهٔ ۲۱ اوت ۱۹۸۹) بازیکن فوتبال اهل آلمان است.
از باشگاه‌هایی که در آن بازی کرده‌است می‌توان به باشگاه فوتبال کایزرسلاوترن اشاره کرد.
وی همچنین در تیم ملی فوتبال Croatia U19 بازی کرده‌است.